# Bjørn Johan Muri
Bjørn Johan Muri, né le 4 janvier 1990 à Ålesund en Norvège, est un chanteur norvégien.

## Biographie
Il est vainqueur de l'émission musicale norvégienne Pop Idol.
En 2010, il participe à la qualification norvégienne pour l'Eurovision 2010, avec la chanson "Yes Man". Il se qualifie pour la finale et termine au quatrième rang. Malgré cela, la seule encore devenu numéro 1 des charts en Norvège.
Bjørn joue également de la batterie dans un orchestre de cuivres, et chante dans un groupe de jazz nommé Little Green Apples Falling Down From A Tree.
Il chante aussi la version norvégienne de « This Is Me » dans le film de Disney Camp Rock.

## Discographie

### Album
- 2010 : "Airwaves"

### Singles
- 2009 : "The Beauty of Who You Are"
- 2010 : "Yes Man"
- 2010 : "Circles"
- 2010 : "Once Upon a Time" (feat. LidoLido)
- 2011 : "Nobody Knows" (feat. Kelly Mueller)